# Safareig públic i Font de la Salut
El Safareig públic i Font de la Salut és una obra de Cabra del Camp (Alt Camp) inclosa a l'Inventari del Patrimoni Arquitectònic de Catalunya.

## Descripció
Conjunt format per un safareg i la font anomenada de la Salut, situat sota la plaça de la Creu en un context natural amb arbres i una riera. El safareig està situat a la part més baixa, sota una cavitat oberta en la roca. És rectangular, de pedra, i de proporcions considerables. La font de la Salut és d'una canella que està situada en una fornícula d'arc escarser fet de maons. En l'interior hi ha un rètol amb el nom de la font i la dada de 1878.

## Història
La datació d'aquest conjunt (1878) coincideix amb la de la font de la Creu, obres que corresponen a la xarxa col·lectiva de subministrament d'aigua de la vila. Actualment l'aigua de la font de la Salu és potable i es fa servir, a més de per omplir el rentador, per a regadiu d'uns horts que hi ha a prop del poble.